# Tetragnatha andonea
Tetragnatha andonea là một loài nhện trong họ Tetragnathidae.
Loài này thuộc chi Tetragnatha. Tetragnatha andonea được miêu tả năm 1927 bởi Lawrence.